# Екологічне прогнозування
Екологі́чне прогнозува́ння — передбачення можливої поведінки природних систем як за рахунок впливу природних процесів, так і людської діяльності. Для П.е. виконують прогнозні карти, які час від часу поновлюють виходячи з нової інформації про стан довкілля. Для особливо важливих об'єктів або ситуацій екологічні прогнозні карти можуть виконуватися у постійному режимі моніторингу.
Приклад — виконання прогнозу розвитку екологічної ситуації під час Чорнобильської катастрофи.